# 刺猬索尼克历险记
《刺猬索尼克历险记》（Adventures of Sonic the Hedgehog，簡稱 AOSTH），為世界上第一部以音速小子為主題的動畫片，由美國DIC動畫公司和BKN製作，改編自世嘉的遊戲音速小子2，由肯特·巴特伍斯導演。於1993年9月在美國上映，許多電視台都有播出，但世界各地大部分都由迪士尼頻道代播，總共一季，65集（還有第六十六集特別篇），每集約22分鐘，採取古典美式動漫畫法繪製。
故事內容發生在一個名為莫比耶斯的星球，住著許多快樂的居民，有個邪惡的蛋頭博士企圖想要統治整個星球，而不停的搗亂和平。此時，身為青少年的刺蝟音速小子索尼克和還是小孩的搭檔二尾狐麦尔·塔尔斯·普尔一起不停的破壞他的計劃，恢復星球的和平。
故事色彩光明鮮豔，不含暴力、色情或血腥、殺戮，而是充滿童真、歡樂、爆笑、誇張和美式幽默，一部可愛十足的卡通。曾風靡全球，翻成各種語言，香港、台灣和中國大陸也有繁簡體中文版，同樣在迪士尼頻道播出，並列入世界五大音速小子卡通之一，分別是：音速小子歷險記、音速小子 (動畫)、音速小子顯神通、音速小子火力全開、音速小子OVA、音速小子X（索尼克X與音速小子OVA，六大卡通中只有此兩者為非美國作品，而是日本作品）。
每一集獨立性高，但也有幾集是連續劇情，例如後來蛋頭博士要坐時光機去尋找四顆卡歐斯寶石的劇情。固定每一集最後都會有個子節目叫「索尼克教我這樣做」，以簡短的對話劇情來教導小朋友許多重要的生活概念或道德倫理。簡易風趣，教育性也足。

## 人物介紹
索尼克（Sonic the Hedgehog）／台灣配音：馮友薇
一隻全身藍色的刺蝟，跑步的速度可達次音速，正義感強、能條理分明、聰明能幹，而且懂得做對的事情。做事有效率，缺點是急躁、驕傲自大、懶的動腦，最愛吃辣味熱狗，而成為他的「註冊商標」。如史努比般可以任意變換千萬種角色職業造型，而且別人都看不出來。口頭禪是「I'm waitiiiiing（我正等～著呢。）」、「See ya! slowmood!（再見！慢烏龜！）」、「Way pass cool!（太有勁了！）」、「We! up! over! and gone!!!（我們，馬上，離開這裡！！！）」可以藉由快速旋轉變成一個切輪來破壞許多陷阱或裝置。腳上的鞋子非常重要，沒穿鞋子跑起來會使腳因為摩擦過熱。
塔尔斯（Miles "Tails" Prower）／台灣配音：王瑞芹
原本的名字叫麥爾，一隻暗橙色的小狐狸，意思是「快速過數英里」，但是他本人討厭這名字，所以索尼克幫他取名為塔爾斯，意思是「兩條尾巴」。擁有天生的兩條尾巴。可以旋轉讓自己像直升機一樣的飛，跑步的速度不快，但是飛的速度只比索尼克慢一些而已，是個人見人愛、讓許多觀眾風靡不已的可愛角色。有一些女性化的個性，因此時常被網友或影迷作為惡搞的對象。非常的崇拜索尼克，並希望能和他一樣，也很喜歡辣味熱狗，活潑可愛、鬼靈機怪、意志堅定不移。缺點是喜歡賴著別人，有時候不能明大局，口頭禪是「Sonic! Help!（索尼克！救我！）」、「Oh! No!（喔！不！/喔！糟了！）」。
R·機器王博士/蛋頭博士（Dr. R. Ivo Robotnik/Dr. Eggman）／台灣配音：胡大衛
是個純粹邪惡的半機器人傢伙，也是片子中少數為人類之一，但是雖然邪惡卻一點也不可怕，反而是搞笑的賣點之一，滑稽可笑的身材和臉及爆笑幽默的說話語氣用詞使他成為整個所有故事笑點中最閃亮的一顆星。擁有超級聰明的頭腦，是個機器和電腦的天才，卻每次計畫都被音速小子破壞。口頭禪世界知名，而且成為經典、大多數集別一定會跑出來的「I hate that Hedgehog!（我恨刺蝟！/我恨音速小子！）」。他在第一集創造出兩個人工智能來幫他抓音速小子，但那兩個人工智能的愚笨總是讓他連連失敗。
X-13史克奇 “黑帶” &S.A.M. X-14 “朗德”（X-13 Scratch "Blackbelt Clucker" & S.A.M. X-14 "Grounder"）
由蛋頭博士創造出來的兩位X-10系列網絡機器人工智能，是個超級音速小子追捕者（Super Special Sonic Search Smash Squad，簡稱S.S.S.S.S.S.）用來抓音速小子的，前者看起來像是一隻人形的公雞，後者看起來像一台坦克形的鼴鼠 (鼻子或雙手是鑽頭)，雖然是來抓音速小子的，卻愚笨、單純的難以想像，身體、習性都不像人工智能，反而像是真正的人。懦弱、膽怯、喜歡放馬後砲，又喜歡責怪對方，偶爾會出現善良的一面，常常被音速小子整的慘不忍睹。從頭到尾、開始到結束，所有行為甚至連外貌都是搞笑之神等級，對蛋頭博士是又愛又恨，口頭蟬是經典的「Bahahaha!（哇哈哈哈！）」(史克奇)、「I knew that!（我本來就知道了！）」(朗德)。
其他譯名:史克奇&朗德、雞哩聒&大塊頭
X-12 “椰子猴”（X-12 "Coconuts"）
蛋頭博士的X-10系列網絡機器人工智能，頭上頂著一個燈泡的機器猴，看起來像著名遊戲「抓猴啦！」中的猴子，不是用來抓音速小子的，而是用來打雜工的，但是一直夢想能夠成為S.S.S.S.S.S.。每天都偷偷翹班，不擇手段要得到升遷，但是不論是什麼事情，他永遠都是被降職的下場，而這也成了戲中的笑點之一。口頭禪「Dr. Robotnik will give me a promotion!（蛋頭博士會給我升遷的！）」、「No! No! No! No! No! No! No!（不！不！不！不！不！不！不！）」。
凡區·史萊姆教授（Prof. Dinglehopper von Schlemmer）
聰明程度可和蛋頭博士相比的教授，對於機械的精明度就像是善良版的蛋頭博士。黃色如閃電般彎曲的頭髮為其特色，雖然聰明，但卻有阿茲海默氏症。個性十分的怪異，而且常常忘記自己是誰，常常發明許多奇怪卻高明的東西來幫助音速小子來對抗蛋頭博士。

## 轶事
在第二十七集：Boogey-Mania（遊園驚夢）中，有一幕，蛋頭博士將猴子人工智能椰子降職時，兩個人工智能雞哩聒和大塊頭闖進門來，蛋頭博士責問他們「又再像往常一樣偷聽了吧？」原文是snooping as usual I see原本是一句正常的話，但是由於配音有些許英國腔，容易把ing和as的音連起來唸，結果剛好就變成「snoo PINGAS usual i see」而這個PINGAS剛好就是一個單字，意為男性的下體處，對許多網友來說這是十分巧合而且爆笑的事情，從此這句話成了蛋頭博士的註冊商標，凡是有提到PINGAS的幾乎一定都會提到蛋頭博士，不但每個音速小子網站、圖片網站、youtube都有大量的身影，甚至只要是音速小子迷，都幾乎沒有不認識的，youtube poop的網友甚至譽這台詞為「一句改變你一生的話」在所有惡搞音速小子的素材中，能堪稱為史上使用次數最多、最廣泛的，莫過於這蛋頭博士的「PINGAS!」而讓蛋頭博士能夠紅透世界半邊天的，也是這一句話。
另外，在聖誕節特別篇中，聖誕蛋頭老公公也有說「快樂永遠是讓人如此享受的（Happiness is always so much enjoyable）」其中也會常聽成「hap PINESS is always so much enjoyable」這個PINESS剛好是pingas的複數型態，因此也時常被惡搞，只是知名度並沒有pingas般的高。

## 第六十六集特別篇
於1996年推出，為全季完結篇，名為Sonic Christmas Blast（索尼克圣诞历险记），是DIC特別為了聖誕節慶祝而製作的，這集也是唯一沒有“索尼克教我这样做”的一集，同時亦因此與都市傳說拉上關係。
故事內容說聖誕老公公告訴所有莫比耶斯的市民他要退休了，並且要把位子讓給蛋頭博士（這集他被叫作聖誕蛋頭老公公）但是，蛋頭博士卻把全城的禮物都搶走了。另一方面，索尼克和他女朋友(日版未認可）莫比耶斯公主─莎莉‧埃爾科隆（Sally acorn）約定好今年不給聖誕禮物，但索尼克想暗中跑到蛋頭城去幫女朋友買聖誕禮物，無意間，他也發現這座城的聖誕節已經被摧毀了，而莎莉去年聖誕節送給他的一枚神秘戒指卻成了拯救莫比耶斯聖誕節的關鍵……

這集與都市傳說拉上關係的原因在於，當中的片段出現了蛋頭博士噴血的畫面、塔爾斯臉上有血跡的畫面，但這一部份卻是非常模糊並且夾雜著雪花，而真正發生過什么事亦無人知道。這集亦使當時不少觀眾無缘無故倒地、死亡，最後被禁播而成為了“不存在”的一集。此外，在這集推出之前，第65集通常被視為完結篇。但這集於1996年播出，和原版隔了三年之久，再加上畫風已有別於原本的系列，因此推出時曾被質疑，此特輯是否是刻意要連接DIC公司新推出的音速小子歷險記以利於一併宣傳，意圖一箭雙鵰-炒冷飯並推新作。

## 外部連結
- 互联网电影数据库（IMDb）上《刺猬索尼克历险记》的资料（英文）